# Dourgoulanga
Dourgoulanga è comune del Ciad situato nel dipartimento di Barh El Gazel Settentrionale, provincia di Barh El Gazel.